# Leasowe
Leasowe – wieś w Anglii, w hrabstwie ceremonialnym Merseyside, w dystrykcie metropolitalnym Wirral. Leży 8 km na zachód od centrum Liverpool i 293 km na północny zachód od Londynu. W 2001 miejscowość liczyła 6180 mieszkańców.
Na wydmach w pobliżu wybrzeża w 1763 wybudowano latarnię morską.